# Лејтон (Ајова)
Лејтон (енгл. Leighton) град је у америчкој савезној држави Ајова. По попису становништва из 2010. у њему је живело 162 становника.

## Демографија
Према попису становништва из 2010. у граду је живело 162 становника, што је 9 (5,9%) становника више него 2000. године.
| Група             | 2000.        | 2010.       |
| Белци             | 153 (100.0%) | 161 (99,4%) |
| Афроамериканци    | 0 (0,0%)     | 0 (0,0%)    |
| Азијати           | 0 (0,0%)     | 0 (0,0%)    |
| Хиспаноамериканци | 0 (0,0%)     | 0 (0,0%)    |
| Укупно            | 153          | 162         |